# Capnia glabra
Capnia glabra är en bäcksländeart som beskrevs av Peter Walter Claassen 1924. Capnia glabra ingår i släktet Capnia och familjen småbäcksländor. Inga underarter finns listade i Catalogue of Life.